# Qualetta maculata
Qualetta maculata är en insektsart som beskrevs av Sjöstedt 1921. Qualetta maculata ingår i släktet Qualetta och familjen gräshoppor. Inga underarter finns listade i Catalogue of Life.